# Gefecht bei Rocquencourt
Das Gefecht bei Rocquencourt fand zwischen französischen Dragonern und Preußischen Husaren statt.

## Vorgeschichte
Die Napoleonischen Kriege waren mit der Niederlage im Sommerfeldzug von 1815 für Frankreich offiziell verloren. Louis-Nicolas Davout unterzeichnete im Namen Frankreichs den endgültigen Waffenstillstand Frankreichs, der von Arthur Wellesley, 1. Duke of Wellington aufgesetzt wurde. Der Vertrag wäre gültig, sobald die preußische Armee in Saint-Germain-en-Laye angekommen sei. Rémy-Isidore Exelmans fand die Bedingungen im Vertrag unerfüllbar und versuchte die preußische Armee an ihrem Einzug in Saint-Germain zu hindern.

## Ort
Als Ort des Hinterhalts wählte Exelmans die Straßen in den Dörfern von Le Chesnay und Rocquencourt (Yvelines), die die Armee Preußens passieren musste.

## Französische Truppen
- 5e régiment de dragons
- 15e régiment de dragons
- 20e régiment de dragons
- 1er régiment de chasseurs à cheval
- 6e  régiment de chasseurs à cheval
- 6e régiment de hussards
- 1 Bataillon des 44e régiment d’infanterie de ligne

## Das Gefecht
Als die Preußen am 1. Juli 1815 eintrafen, eröffnete Exelmans das Gefecht mit der französischen Kavallerie. Friedrich Georg von Sohr griff die französische Armee mit seinen Husaren an, während das restliche Heer einen Bogen um das Schlachtfeld machte und ihren Weg nach Saint-Germain fortsetzte. Die Preußen hatten gegen die französischen Veteranen keine Chance. Nach kurzem Gefecht ergab sich Sohr und geriet in Kriegsgefangenschaft. Die Schlacht war entschieden.

## Folgen
Trotz dieser Niederlage erreichte der Großteil des preußischen Heeres Saint-Germain, und der Waffenstillstand trat in Kraft. Trotz dieses Sieges war Frankreich endgültig von der siebten Koalition besiegt.
Heute gedenkt man des Gefechts mit einer Gedenkstätte in Rocquencourt (siehe Foto).